# Liliane Cleiren
 (juillet 2019).
Si vous disposez d'ouvrages ou d'articles de référence ou si vous connaissez des sites web de qualité traitant du thème abordé ici, merci de compléter l'article en donnant les références utiles à sa vérifiabilité et en les liant à la section « Notes et références ».
Liliane Cleiren née le 1er avril 1942, est une cycliste belge.

## Palmarès sur route
- 1959
  - 3e du championnat de Belgique sur route
- 1962
  - GP Groenen Groep
  - 3e du championnat de Belgique sur route
- 1965
  - Dedemsvaart
- 1966
  - Terheijden
  - Antwerpen
  - Furnaux
  - Andenne
  - Thoricourt
  - Meulebeke